# (100379) 1995 VZ6
(100379) 1995 VZ6 es un asteroide perteneciente al cinturón de asteroides, descubierto el 14 de noviembre de 1995 por el equipo del Spacewatch desde el Observatorio Nacional de Kitt Peak, Arizona, Estados Unidos.

## Designación y nombre
Designado provisionalmente como 1995 VZ6.

## Características orbitales
1995 VZ6 está situado a una distancia media del Sol de 2,480 ua, pudiendo alejarse hasta 2,928 ua y acercarse hasta 2,033 ua. Su excentricidad es 0,180 y la inclinación orbital 1,760 grados. Emplea 1427 días en completar una órbita alrededor del Sol.

## Características físicas
La magnitud absoluta de 1995 VZ6 es 16,3.